# Васо Јовановић
Васо Јовановић (Рогами, код Подгорице, 11. јануар 1915 — Београд, 4. децембар 2013), учесник Народноослободилачке борбе и генерал-пуковник ЈНА.

## Биографија
Рођен је 11. јануара 1915. године у Рогамима, код Подгорице. Након завршене основне школе, похађао је гимназију у Подгорици. После шестог разреда гимназије, прешао је у Београд и завршио Нижу школу Војне академије Југословенске војске. Априлски рат дочекао је у чину поручника. Након капитулације Југословенске војске, Васо Јовановић се вратио у родно место и радио на организовању оружаног устанка. Учествовао је у Тринаестојулском устанку. Као напредно оријентисани официр, јула 1941. године је примљен у чланство Комунистичке партије Југославије (КПЈ).
У току Народноослободилачког рата (НОР) налазио се на бројним руководећим дужностима у НОВ и ПОЈ:
- Командант батаљона „18. октобар“,
- Заменик команданта Другог батаљона Прве пролетерске ударне бригаде,
- Командант Рогатичког НОП одреда,
- Начелник Штаба Прве пролетерске ударне бригаде,
- Начелник Штаба Друге пролетерске ударне бригаде,
- Начелник Штаба Прве пролетерске дивизије,
- Командант Прве пролетерске дивизије.[1]

Коча Поповић је у неколико наврата писао и говорио о Васу Јовановићу и његовом стилу командовања, истичући Јовановића као „најбољег команданта Дивизије који га је наследио, односно најбољег начелника Штаба Дивизије којом је командовао”, хвалећи његов приступ маневарском ратовању.

### Послератни период
После ослобођења Југославије, остао је у професионалној војној служби и обављао је високе војне дужности. Био је командант армије, начелник Штаба армијске области, начелник Ратне школе ЈНА и председник Сталне испитне комисије за чин пуковника. Завршио је Вишу војну академију ЈНА. Пензионисан је 1975. године, у чину генерал-пуковника ЈНА.
Преминуо је 4. децембра 2013. године у Београду и сахрањен је у Алеји заслужних грађана на Новом гробљу у Београду.
Носилац је Партизанске споменице 1941. и других југословенских одликовања, међу којима су — Орден ратне заставе, два Ордена партизанске звезде са златним венцем, Орден заслуга за народ са златном звездом, Орден народне армије са ловоровим венцем, Орден за војне заслуге са великом звездом, два Ордена за храброст и др. Од иностраних се истиче Грунвалдов крст другог степена НР Пољске.

## Фото-галерија
- Васо Јовановић (лежи преко пута Коче Поповића) са групом партизанских вођа у околини Сплита, 1943. године
- Васо Јовановић са Кочом Поповићем, у Бугојну, 1943. У позадини је Вера Зоговић.
- Васо Јовановић и Владо Шћекић
- Гроб Васа Јовановића у Алеји заслужних грађана на Новом гробљу у Београду